# Classe Calvi
Pour les articles homonymes, voir Calvi (homonymie).
La classe Calvi est une classe de trois sous-marins construits par Odero-Terni-Orlando à Gênes pour la Marine royale italienne (en italien : Regia Marina). 
Les sous-marins ont été construits en 1935, et tous les trois ont servi en Méditerranée au début de la Seconde Guerre mondiale. Les sous-marinsont été transférés à la base sous-marine BETASOM à Bordeaux en août 1940. En décembre 1941, les sous-marins ont été utilisés pour une mission de sauvetage de 254 marins du croiseur auxiliaire allemand Atlantis, qui a été coulé. Après le naufrage du Calvi, les Finzi et Tazzoli sont sélectionnés pour être convertis en "sous-marins de transport" afin d'échanger des marchandises rares ou irremplaçables avec le Japon. La capacité de chargement de 160 tonnes a réduit la flottabilité de réserve de 20-25% à 3,5-6% ; et l'armement a été réduit à des mitrailleuses défensives.

## Histoire et caractéristiques
La classe Calvi était une version améliorée et élargie des précédents croiseurs sous-marins de la classe Balilla. Ils ont déplacé 1 549 tonnes en surface et 2 061 tonnes en immersion. Les sous-marins mesuraient 84,3 mètres de long, avaient une largeur de 7,7 mètres et un tirant d'eau de 5,2 mètres. Ils avaient une profondeur de plongée opérationnelle de 90 mètres,. Leur équipage comptait 77 officiers et soldats.
Pour la navigation de surface, les sous-marins étaient propulsés par deux moteurs diesel de 2 200 chevaux-vapeur (1 641 kW), chacun entraînant un arbre d'hélice. En immersion, chaque hélice était entraînée par un moteur électrique de 900 chevaux-vapeur (671 kW). Ils pouvaient atteindre 16,8 nœuds (31,1 km/h) en surface et 7,4 nœuds (13,7 km/h) sous l'eau. En surface, la classe Calvi avait une autonomie de 11 400 milles nautiques (21 100 km) à 8 noeuds (15 km/h); en immersion, ils avaient une autonomie de 120 milles nautiques (220 km) à 3 noeuds (5,6 km/h).
Les sous-marins étaient armés de huit tubes lance-torpilles de 53,3 centimètres (21 pouces), quatre à la proue et quatre à la poupe, pour lesquels ils transportaient un total de 16 torpilles. Ils étaient également armés d'une paire de canons de pont de 120 millimètres (4,7 pouces), un à l'avant et un à l'arrière de la tour de commandement (kiosque, pour le combat en surface. Leur armement anti-aérien consistait en deux supports de mitrailleuses de 13,2 mm.

## Unités
Trois exemplaires furent construits aux Odero-Terni-Orlando (« OTO »)  à Muggiano à  La Spezia.
| Regia Marina - Classe Calvi | Regia Marina - Classe Calvi | Regia Marina - Classe Calvi | Regia Marina - Classe Calvi | Regia Marina - Classe Calvi | Regia Marina - Classe Calvi                                                    |
| Sous-marin                  | Chantier                    | Début de construction       | Lancement                   | Entrée en service           | Destination finale                                                             |
| --------------------------- | --------------------------- | --------------------------- | --------------------------- | --------------------------- | ------------------------------------------------------------------------------ |
| Pietro Calvi                | OTO                         | 20 juillet 1932             | 31 mars 1935                | 16 octobre 1935             | Sabordé au combat le 15 juillet 1942                                           |
| Giuseppe Finzi              | OTO                         | 1er août 1932               | 29 juin 1935                | 8 janvier 1936              | Capturé le 9 septembre 1943 par l'allemagne, renommé UIT-21 et sabordé en 1944 |
| Enrico Tazzoli              | OTO                         | 16 septembre 1932           | 13 octobre 1935             | 18 avril 1936               | Perdu après le 16 mai 1943                                                     |

### Pietro Calvi
Pietro Calvi (numéro de fanion « CV ») a été lancé le 31 mars 1935. Pendant la guerre civile espagnole, il a tiré sans succès une paire de torpilles sur les navires postaux SS Villa de Madrid (6 942 tonnes de jauge brute) et SS Ciudad de Barcelona (3 946 tonnes de jauge brute) au cours d'une patrouille du 1er au 17 janvier 1937. Dans la nuit du 12 au 13 janvier, il a bombardé le port de Valence.
La première patrouille de la Seconde Guerre mondiale s'est rendue de la Ligurie à l'océan Atlantique et a duré du 3 juillet au 6 août 1940. Après une révision à La Spezia, le Calvi s'embarque le 6 octobre 1940 pour une deuxième patrouille de l'Atlantique qui atteint Bordeaux le 23 octobre. Le Calvi a subi des dommages dus à la tempête lors de sa troisième patrouille au large des îles britanniques du 3 au 31 décembre 1940. La quatrième patrouille a eu lieu entre les îles Canaries et les Açores du 31 mars au 13 mai 1941. Le 1er août 1941, le Calvi a pris la mer pour une cinquième patrouille au large des îles Canaries. Lors de la sixième patrouille, du 7 au 29 décembre 1941, les Calvi, Finzi et Tazzoli ont sauvé les marins du croiseur auxiliaire (raider) Atlantis qui avait coulé. La septième patrouille a eu lieu au large du Brésil du 7 mars au 29 avril 1942. Le 2 juillet 1942, le Calvi a pris la mer pour sa huitième patrouille. Le Calvi a été éperonné et coulé le 14 juillet 1942 par le HMS Lulworth (Y60) escortant le convoi SL 115 . Trois officiers et 32 marins ont survécu.
| Mission | Date             | Navire             | Nation      | Tonnage en tonneaux | Notes                                                                         |
| ------- | ---------------- | ------------------ | ----------- | ------------------- | ----------------------------------------------------------------------------- |
| 3e      | 20 décembre 1940 | Carlton            | Royaume-Uni | 5 162               | Cargo du convoi OB 260; 4 survivants d'un équipage de 35 personnes            |
| 7e      | 25 mars 1942     | Tredinnick         | Royaume-Uni | 4 589               | Cargo, pas de survivant                                                       |
| 7e      | 1er avril 1942   | T.C. McCobb        | États-Unis  | 7 452               | Pétrolier; 24 morts; premier navire américain coulé par un sous-marin italien |
| 7e      | 9 avril 1942     | Eugene V.R. Thayer | États-Unis  | 7 138               | Pétrolier; 11 morts                                                           |
| 7e      | Avril 1942       | Balkis             | Norvège     | 2 161               | Cargo                                                                         |
| 7e      | Avril 1942       | Ben Brush          | Panama      | 7 691               | Pétrolier; 1 mort                                                             |
| Total:  | Total:           | Total:             | Total:      | 34 193 tonneaux     |                                                                               |

### Giuseppe Finzi
Giuseppe Finzi (numéro de fanion « FZ ») a été lancé le 29 juin 1935. La première patrouille de guerre a été menée de Cagliari à l'Atlantique et a duré du 5 juin au 10 juillet 1940. Le sous-marin a navigué le 7 septembre 1940 et a passé le détroit de Gibraltar le 13 septembre pour une patrouille atlantique à Bordeaux, en France, le 29 septembre. L'amiral Karl Dönitz rend visite au Giuseppe Finzi le 30 septembre pour accueillir les marins de la Regia Marina sur la base allemande. La troisième patrouille près des îles britanniques, du 24 octobre au 4 décembre 1940, a révélé que l'entrée d'air du moteur diesel était trop exposée pour les conditions hivernales de l'Atlantique Nord. La quatrième patrouille se trouve près des îles Canaries du 10 mars au 17 avril 1941 et la cinquième patrouille se trouve au large de Gibraltar en août. Au cours de la sixième patrouille, du 7 au 29 décembre 1941, les Pietro Calvi, Giuseppe Finzi et Enrico Tazzoli ont sauvé les marins du raider commercial (croiseur auxiliaire) allemand Atlantis, qui avait sombré. Le sous-marin s'est embarqué pour l'opération Neuland le 6 février 1942 et est revenu le 31 mars. Il retourne dans la mer des Caraïbes pour une huitième patrouille du 6 juin au 18 août 1942. Le 26 novembre 1942, le Giuseppe Finzi part pour une neuvième patrouille au Brésil, mais des problèmes mécaniques l'obligent à rentrer à la base le 10 décembre. Le sous-marin patrouille la côte ouest-africaine du 11 février au 18 avril 1943. La conversion en sous-marin de transport ne fut jamais achevée et le sous-marin fut saisi par les Allemands le 9 septembre 1943 lorsque l'Italie se rendit aux Alliés. Rebaptisé UIT-21 au service des Allemands, il fut sabordé au Verdon-sur-Mer le 25 août 1944 pour empêcher sa capture par les forces alliées en progression,.
| Mission | Date         | Navire         | Nation      | Tonnage en tonneaux | Notes                                                                                         |
| ------- | ------------ | -------------- | ----------- | ------------------- | --------------------------------------------------------------------------------------------- |
| 7e      | 6 mars 1942  | Melpomese      | Royaume-Uni | 7 011               | Pétrolier ; aucune victime                                                                    |
| 7e      | 6 mars 1942  | Boren          | Suède       | 4 528               | Cargo ; aucune victime                                                                        |
| 7e      | 10 mars 1942 | Charles Racine | Norvège     | 9 957               | Pétrolier ; aucune victime                                                                    |
| 10e     | 28 mars 1943 | Granicos       | Grèce       | 3 689               | Cargo de minerai de fer a coulé en moins de 30 secondes, un survivant parmi un équipage de 31 |
| 10e     | 29 mars 1943 | Celtic Star    | Royaume-Uni | 5 575               | Cargo, 2 morts                                                                                |
| Total:  | Total:       | Total:         | Total:      | 30 760 tonneaux     |                                                                                               |

### Enrico Tazzoli
Enrico Tazzoli (numéro de fanion « TZ ») a été lancé le 14 octobre 1935, en hommage à Enrico Tazzoli, un martyr des guerres d'indépendance italiennes. La première patrouille en temps de guerre a été effectuée au large des côtes d'Afrique du Nord du 21 juin 1940 au 2 juillet. La seconde a été une tentative infructueuse de passage du détroit de Gibraltar du 30 juillet au 9 août 1940. Après une révision à La Spezia, le Enrico Tazzoli appareille le 2 octobre 1940 et passe le détroit de Gibraltar le 7 octobre pour une patrouille atlantique à Bordeaux le 24 octobre. La quatrième patrouille se trouve au large des îles britanniques du 13 décembre 1940 au 6 janvier 1941. Le sous-marin navigue le 7 avril 1941 pour patrouiller entre Freetown et les Açores ; et abat un bombardier Bristol Blenheim en attaque tout en rentrant au port le 23 mai. La sixième patrouille est à nouveau au large de Freetown du 15 juillet au 11 septembre 1941. Au cours de la septième patrouille, du 7 au 27 décembre 1941, les Pietro Calvi, Giuseppe Finzi et Tazzoli ont sauvé les marins du raider commercial allemand Atlantis, qui a coulé. Le sous-marin s'est embarqué pour l'opération Neuland le 2 février 1942 et est revenu le 31 mars. La neuvième patrouille se rendit à nouveau aux Caraïbes du 18 juin au 5 septembre 1942, et la dixième patrouille au Brésil du 14 novembre 1942 au 2 février 1943. Après sa conversion en sous-marin de transport, le Enrico Tazzoli s'embarqua pour le Japon le 16 mai 1943 et fut coulé par un avion dans le golfe de Gascogne le 23 mai.
| Mission | Date             | Navire        | Nation      | Tonnage en tonneaux | Notes                                                                          |
| ------- | ---------------- | ------------- | ----------- | ------------------- | ------------------------------------------------------------------------------ |
| 3e      | 12 octobre 1940  | Orao          | Yougoslavie | 5 135               | Cargo bombardé puis torpillé alors qu'il émettait un message radio ; deux tués |
| 4e      | 27 décembre 1940 | Ardanbahn     | Royaume-Uni | 4 980               | Aucun survivant du cargo sans escorte du Convoi OB 263                         |
| 5e      | 15 avril 1941    | Aurillac      | Royaume-Uni | 4 248               | Cargo, 1 tué                                                                   |
| 5e      | 7 mai 1941       | Fernlane      | Norvège     | 4 310               | Cargo avec une cargaison de munitions, pas de victimes                         |
| 5e      | 10 mai 1941      | Alfred Olsen  | Norvège     | 8 817               | Tanker, pas de victimes                                                        |
| 6e      | 19 août 1941     | Sildra'       | Norvège     | 7 313               | Tanker, pas de victimes                                                        |
| 8e      | 6 mars 1942      | Astrea        | Pays-Bas    | 1 406               | Cargo, pas de victimes                                                         |
| 8e      | 6 mars 1942      | Tonsbergfjord | Norvège     | 3 156               | Cargo; 1 tué                                                                   |
| 8e      | 8 mars 1942      | Montevideo    | Uruguay     | 5 785               | Cargo; 14 tués                                                                 |
| 8e      | 10 mars 1942     | Cygnet        | Grèce       | 3 628               | Cargo; pas de victimes                                                         |
| 8e      | 13 mars 1942     | Daytonian     | Royaume-Uni | 6 434               | Cargo; 1 tué                                                                   |
| 8e      | 15 mars 1942     | Athelqueen    | Royaume-Uni | 8 780               | Pétrolier; 3 tués                                                              |
| 9e      | 2 août 1942      | Kastor        | Grèce       | 5 497               | Cargo; 4 tués                                                                  |
| 9e      | 6 août 1942      | Havsten       | Norvège     | 6 161               | Pétrolier; 2 tués                                                              |
| 10e     | 12 décembre 1942 | Empire Hawk   | Royaume-Uni | 5 032               | Cargo, pas de victimes                                                         |
| 10e     | 12 décembre 1942 | Ombillin      | Pays-Bas    | 5 658               | Cargo, pas de victimes                                                         |
| 10e     | 21 décembre 1942 | Queen City    | Royaume-Uni | 4 814               | Cargo, 6 tués                                                                  |
| 10e     | 25 décembre 1942 | Doña Aurora   | États-Unis  | 5 011               | Cargo, 7 tués                                                                  |
| Total:  | Total:           | Total:        | Total:      | 96 165 tonneaux     |                                                                                |

## Source de la traduction
- (it) Cet article est partiellement ou en totalité issu de l’article de Wikipédia en italien intitulé « Classe Calvi » (voir la liste des auteurs).